# پرسیشن دریلینگ
پرسیشن دریلینگ (انگلیسی: Precision Drilling) شرکت حفاری کانادایی است، که در سال ۱۹۶۹ تأسیس شد.